# Liocuna caeca
Liocuna caeca är en kräftdjursart som beskrevs av A. A. Myers 1981. Liocuna caeca ingår i släktet Liocuna och familjen Aoridae. Inga underarter finns listade i Catalogue of Life.